# Cyphastrea japonica
Cyphastrea japonica är en korallart som beskrevs av Yoshitaka Yabe och Sugiyama 1932. Cyphastrea japonica ingår i släktet Cyphastrea och familjen Faviidae. IUCN kategoriserar arten globalt som livskraftig. Inga underarter finns listade i Catalogue of Life.